# Paul Massing
Paul Wilhelm Massing (Grumbach, 30 agosto 1902 – Tubinga, 30 aprile 1979) è stato un sociologo e agente segreto tedesco.

## Biografia
Nato a Grumbach, nella provincia del Reno, frequentò la scuola a Colonia e successivamente studio economia e scienze sociali presso l'Università di Francoforte, quando Franz Neumann insegnava lì, e alla Cologne Handelshochschule (una scuola di economia). Si laureò nel 1926. Un anno dopo studiò per un semestre alla Sorbona di Parigi e preparò la sua dissertazione sulle condizioni agrarie della Francia nel XIX secolo e il programma agrario dei partiti socialisti francesi. Nel 1928, tornò all'Università di Francoforte per studiare con Wilhelm Gerloff e Per conseguire un dottorato con la sua tesi.
Nel gennaio 1928 incontrò Julian Gumperz e sua moglie Hede Gumperz. Non passò molto tempo prima che Hede si innamorasse di Massing: "La mia relazione con Paul è cresciuta come qualcosa di così naturale e così completamente incontrollabile che è quasi impossibile ricordare come è iniziato. Il suo inizio è offuscato e velato, così come, suppongo, l'inizio di tutte le grandi passioni, qualcosa che non dovrebbe essere sondato o cercato, ma lasciato integro e intatto come nella custodia sacra".
Da Francoforte Massing, seguito dalla futura moglie Hede (poi Hede Gumperz), da lungo tempo comunista e spia sovietica recentemente reclutata, si recò a Mosca, dove lavorò fino al 1931 all'Istituto Agrario Internazionale. Quando tornò in Germania nel 1931, Paul Massing divenne attivo con la sezione M illegale del Partito Comunista di Germania (KPD) a Berlino. Nel 1933 fu arrestato dai nazionalsocialisti in base al Decreto dei pieni poteri. Liberato da un'amnistia dopo cinque mesi di isolamento a Sachsenhausen, Massing scrisse il suo romanzo autobiografico Schutzhäftling 880, pubblicato nel 1935 sotto lo pseudonimo di Karl Billinger, dedicato a tutti i compagni nei campi di concentramento.  Massing continuò a scrivere di Hitler insistendo sul concetto secondo cui Hitler non fosse stupido.
Dopo la sua liberazione, lasciò la Germania per Parigi e poi gli Stati Uniti, ma fu di volta in volta rimandato in Germania e in altri paesi europei per lavorare per la resistenza comunista con la moglie. Il tempo trascorso nella Mosca di Joseph Stalin, durante il quale sopravvisse a malapena, portò poi alla sua successiva forte fase critica relativa al comunismo sovietico. Nonostante questa esperienza, la coppia "continuò a fornire una modesta assistenza" all'intelligence sovietica durante gli anni della seconda guerra mondiale.
Tornati negli Stati Uniti, i Massing andarono a vivere in una vecchia fattoria a Quakertown, in Pennsylvania. Quando l'FBI interrogò Hede Massing su Gerhart Eisler, il suo primo marito dal 1919 al 1923, che era stato un immigrato clandestino e un agente per il Comintern negli Stati Uniti negli anni '30, ma era ora (dal 1941) un rifugiato legale, entrambi cominciarono lentamente a confessare ammettendo di lavorare per i sovietici. Il resoconto di Hede della loro vita a supporto dell'intelligence comunista, This Deception fu pubblicato nel 1951. Mostra le difficoltà che avevano dovuto sopportare e la loro strana vita a supporto prima del GRU e poi del KGB. Paul Massing lasciò in seguito Hede per la sociologa Herta Herzog. 
Nel 1942 Massing cominciò a lavorare presso l'Institute of Social Research della Columbia University di New York. Nell'agosto del 1942, notificò al NKVD che il suo amico, Franz Neumann, era entrato di recente nell'Office of Strategic Services. Massing riferì a Mosca che Neumann gli aveva detto di aver prodotto uno studio sull'economia sovietica per il dipartimento russo dell'OSS.  Nell'aprile del 1943, Elizabeth Zarubina incontrò Neumann: "(Zarubina) si incontrò per la prima volta con (Neumann) che promise di consegnare tutti i dati che passavano tra le sue mani." Secondo (Neumann), sta ottenendo molte copie di rapporti dagli ambasciatori americani ... e ha accesso a materiali che si riferiscono alla Germania".
Dal 1948 e per molti anni, Paul Massing insegnò sociologia politica alla Rutgers University nel New Jersey. La sua opera più importante è Rehearsal for Destruction: uno studio sull'antisemitismo politico nella Germania imperiale (1950), che è stato tradotto in tedesco e pubblicato nel 1959 come Vorgeschichte des politischen antisemitismus ("Preistoria dell'antisemitismo politico") con prefazione di Max Horkheimer e Theodor Adorno. Nel 1977, è tornato a Grumbach con Herta Herzog-Massing, ma visse solo per altri due anni. È sepolto nel cimitero di famiglia a Grumbach.